# Костенко Іван Якимович
Іван Якимович Костенко (рос. Иван Акимович Костенко; 27 травня 1892, Чистяковський район — 27 липня 1934, Балхаш) — радянський та казахський партійний і державний діяч, шахтар, погонич, кріпильник, один з організаторів освоєння Карагандинського вугільного басейну. Учасник Першої світової війни та Громадянської війни в Росії на боці Червоної гвардії, командир бронепотяга. Член бюро Казкрайкому ВКП(б), делегат XVII з'їзду партії.

## Біографія

### Юність
Іван Костенко народився 27 травня 1892 року на Донбасі, у Чистяковському районі Андріївської волості у сім'ї шахтаря. Батьки — переселенці з Курської губернії. З 14 років є саночником (шахтарем), кріпильником та погоничем.

### Військова служба
Під час Першої світової війни проходив військову службу в армії. У 1917 році став більшовиком. У 1918-1920 роках брав участь у боєзіткненнях на Донбасі в рамках Громадянської війни, Іван Костенко командував бронепотягом та виступав на боці червоногвардійців.

### Повернення до шахт
Після демобілізації повернувся до гірничодобувної справи та почав швидко просуватися партійною лінією — перебував на посадах секретаря парткому та головою Чистяковського райвиконкому. 1932 року закінчив Московську промислову академію, а також гірний інститут. Після здобуття освіти працював на Донбасі на керівних посадах: керівник шахти, заступник керівника одного з найбільших місцевих трестів «Сталінвугілля» (1931-1933). Потім Костенко був відправлений в місто Караганда, Карагандинська область, Казахська РСР. Там він став другим керівником тресту «Карагандавугілля», до якого входили не тільки шахти, а й залізниця, житлово-комунальний відділ, водопровідне бюро, гірничий технікум, навчальні комбінати та центральна електростанція. Новий керівник почав із того, що створив окреме управління «Шахтобуд», якому було доручено будівництво шахт-гігантів № 31, № 33/34, № 20. Для нарощування видобутку вугілля керівник перевів видобувні ділянки на госпрозрахунок. Паралельно зайнявся зведенням побутових об'єктів. Саме за Костенка на місці пришахтних селищ почалося будівництво міста. За літо 1934 року в степу піднялися корпуси перших багатоповерхових будинків, школа, котеджі для інженерно-технічних працівників.

### Смерть
У липні Іван Якимович вилетів на республіканську нараду в Алма-Ату, взявши із собою 12-річну доньку Діну. 27 липня під час посадки в аеропорту «Прибалхашбуду» літак вибухнув. Загинули семеро пасажирів і два пілоти. Це була одна з перших авіакатастроф у Казахстані. Для з'ясування обставин аварії було створено урядову комісію. Вона встановила, що вибухнув бак із пальним. З дев'яти осіб, загиблих під Балхашем, п'ятьох поховали в парку Старого міста. У братську могилу опустили тіла Івана Костенка, його доньки Діни, секретаря Карагандинського парткому ВКП(б) Іллі Бакімера, його дружини, редактора газети «Більшовицька кочегарка» Олександри Москаленко і рядової співробітниці тресту «Карагандавугілля» Анни Бутської. На траурному мітингу партійні керівники згадували Івана Якимовича добрим словом. Говорили про те, що за короткий термін своєї роботи в Караганді він встиг створити потужну матеріально-технічну базу для будівництва, привіз нову турбіну для електростанції.

### Пам'ять
13 серпня 1934 року Президія КазЦВК присвоїла його ім'я споруджуваній шахті «А» «Гігант», міськпромучу, радгоспу № 3 і будинку відпочинку в Михайлівці. Згодом на його честь назвуть вулицю в Караганді. На місці поховання було встановлено п'ятиметровий обеліск, парк було названо ім'ям Костенка.